# Евзони

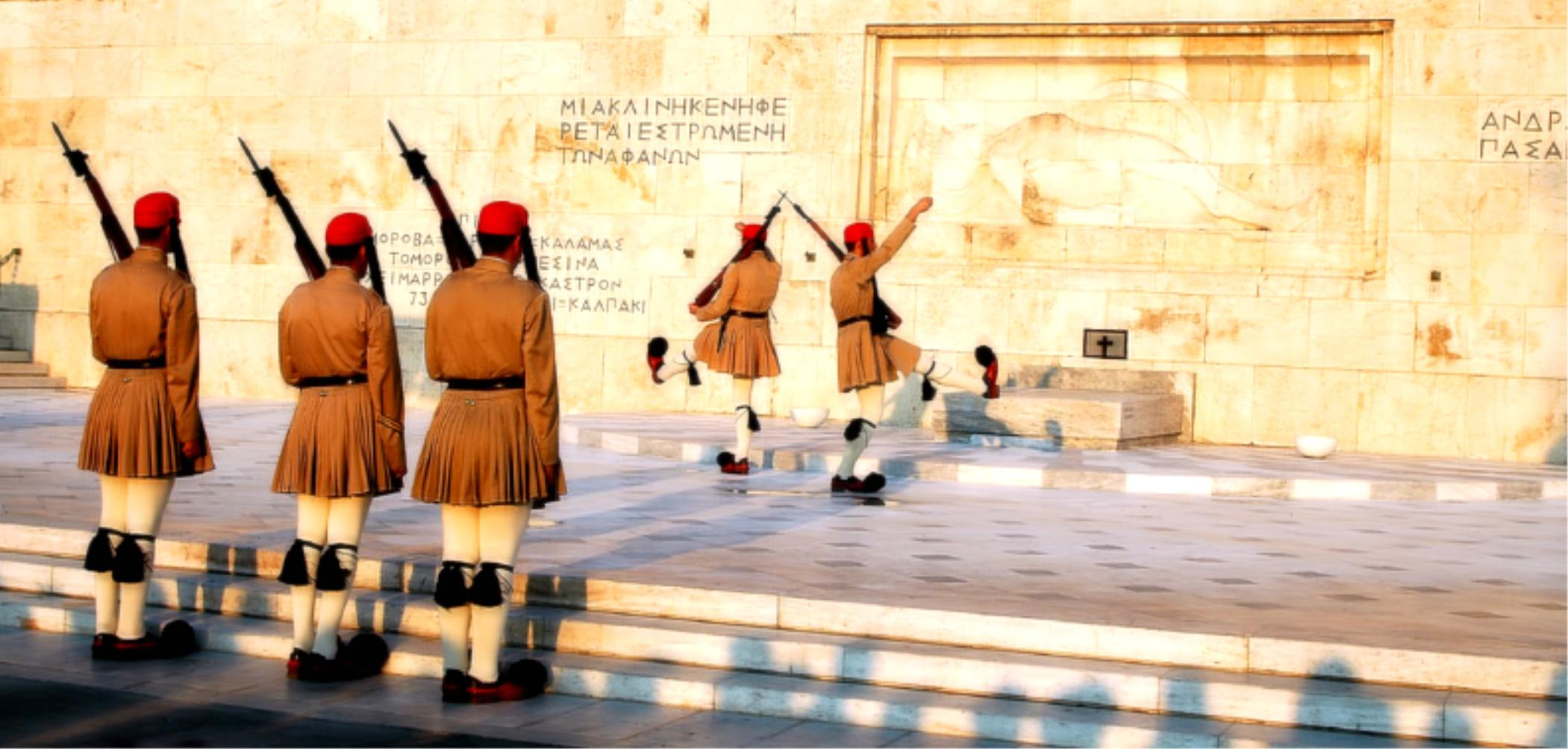
Евзони біля Грецького парламенту, площа Синтагма

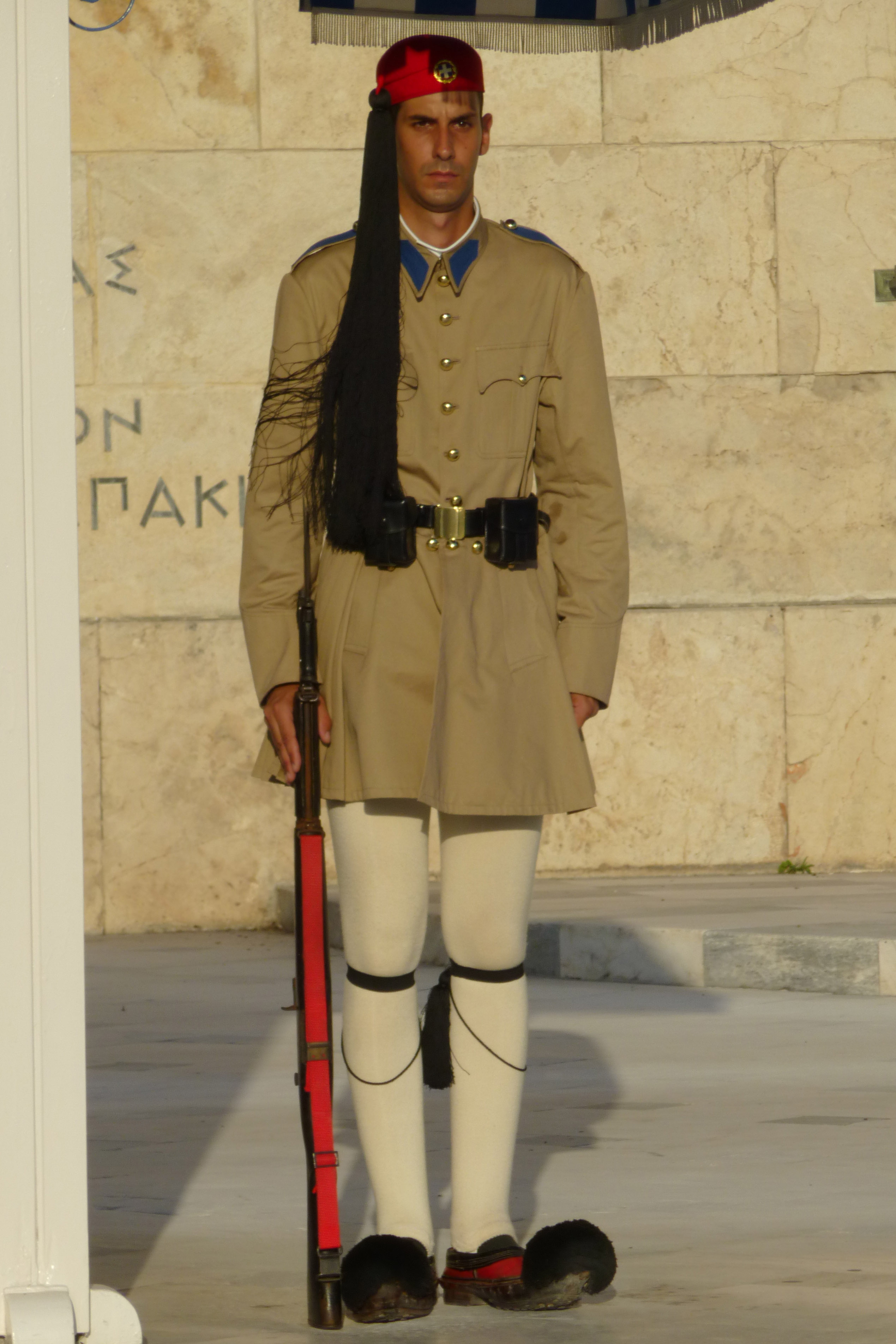
Евзон біля Грецького парламенту, площа Синтагма

Евзони (грец. ευ та ζώνες — добре підперезаний) — елітний підрозділ піхоти грецької армії, який виник як легка піхота в роки Грецької війни за незалежність початку 19 ст. Евзонів формували здебільшого з горян. 1833 р. вони увійшли до складу регулярної армії. З 1940 року вони служили в частинах легкої піхоти і в королівській гвардії.
Сьогодні з евзонів сформовано почесні караули Президентського палацу та Грецького парламенту. Кандидати проходять дуже суворий відбір. Не останню роль при цьому відіграє зовнішність: обов'язковою вимогою є привабливість та високий зріст — не нижче 187 см. Вишкіл новобранців триває всього 5 тижнів.

## Форма евзонів
Перший стандарт форми евзонів, прийнятий 1833 р., був запозиченням баварського стиля із ківером та мундиром-фраком. У 1837 р. була розроблена нова уніфікована форма для усіх підрозділів на основі фустанелли, традиційної для попередників евзонів — клефтів та арматолів. 1867 році її було затверджено як офіційну.

### Основні елементи
- фареон — яскраво-червона шапочка із довгою китицею.
- фустанелла — шерстяна плісована спідниця із 400 складочками, що символізують 400 років османського панування у Греції.
- бавовняна біла сорочка.
- білі шерстяні панчохи.
- кальцодети — чорні підв'язки для гетрів із китицями.
- царухи — шкіряні черевики із великими чорними помпонами. Кожний царух важить 1,5 кг та підбитий 60-120 сталевими цвяхами, аби евзон міг ефектно цокати по бруківці. На перший погляд кумедні помпони коли мали важливе практичне значення для воїнів: у них вони ховали нагострені ножі.
- жилет — точна копія жилета героя національно-визвольної боротьби Греції — Теодороса Колокотроніса.[1]
- зброя евзона — американська самозарядна гвинтівка часів Другої світової війни M1 Гаранд.

Рядові та офіцери розрізняються за деталями форми. У рядових евзонів коротша спідниця, а китиця на фареоні — навпаки довша. Офіцери носять блакитні, а не чорні підв'язки, на їх фареоні окрім герба Греції ображено також зірки. Замість гвинтівки офіцери носять шаблі, копії тих, якими воювали ще на початку 19 сторіччя
За нормативом рядовим, аби одягтись, дають 45 хвилин, офірам — лише 25.

### Кольори
Кожний з кольорів, що використовується у формі евзонів, є певним символом.
- червоний — кров пращурів, пролита за свободу грецького народу.
- чорний — скорбота про загиблих воїнів.
- білий — символ чистоти намірів
- золотий — символізує доблесні перемоги.
- блакитний — блакить грецького неба та моря.

## Галерея

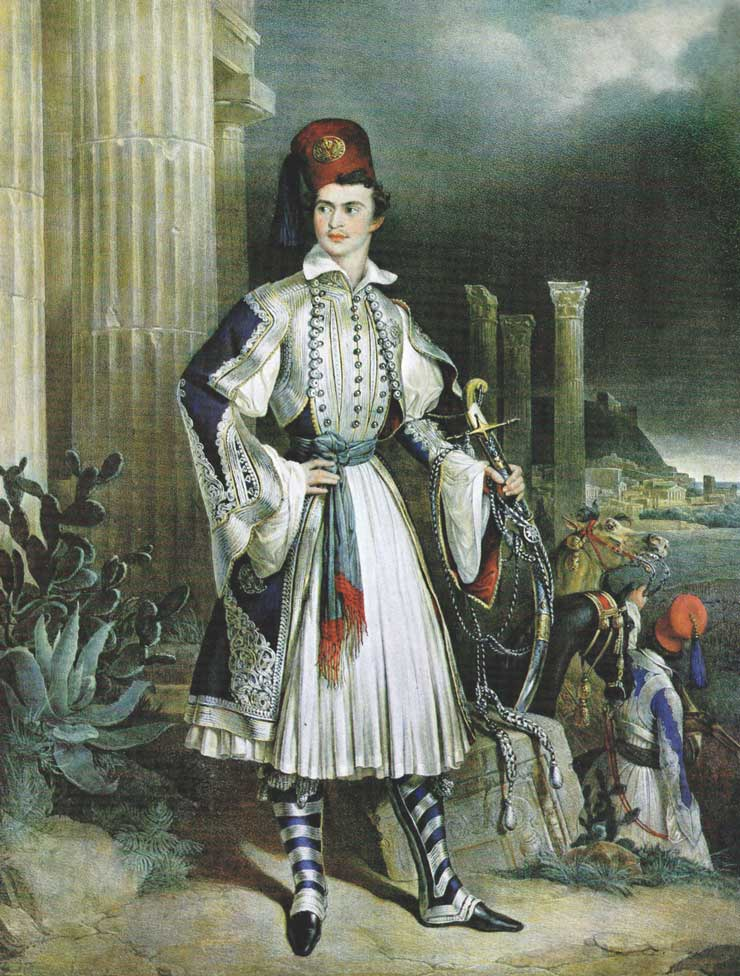
Король Отон Грецький у формі
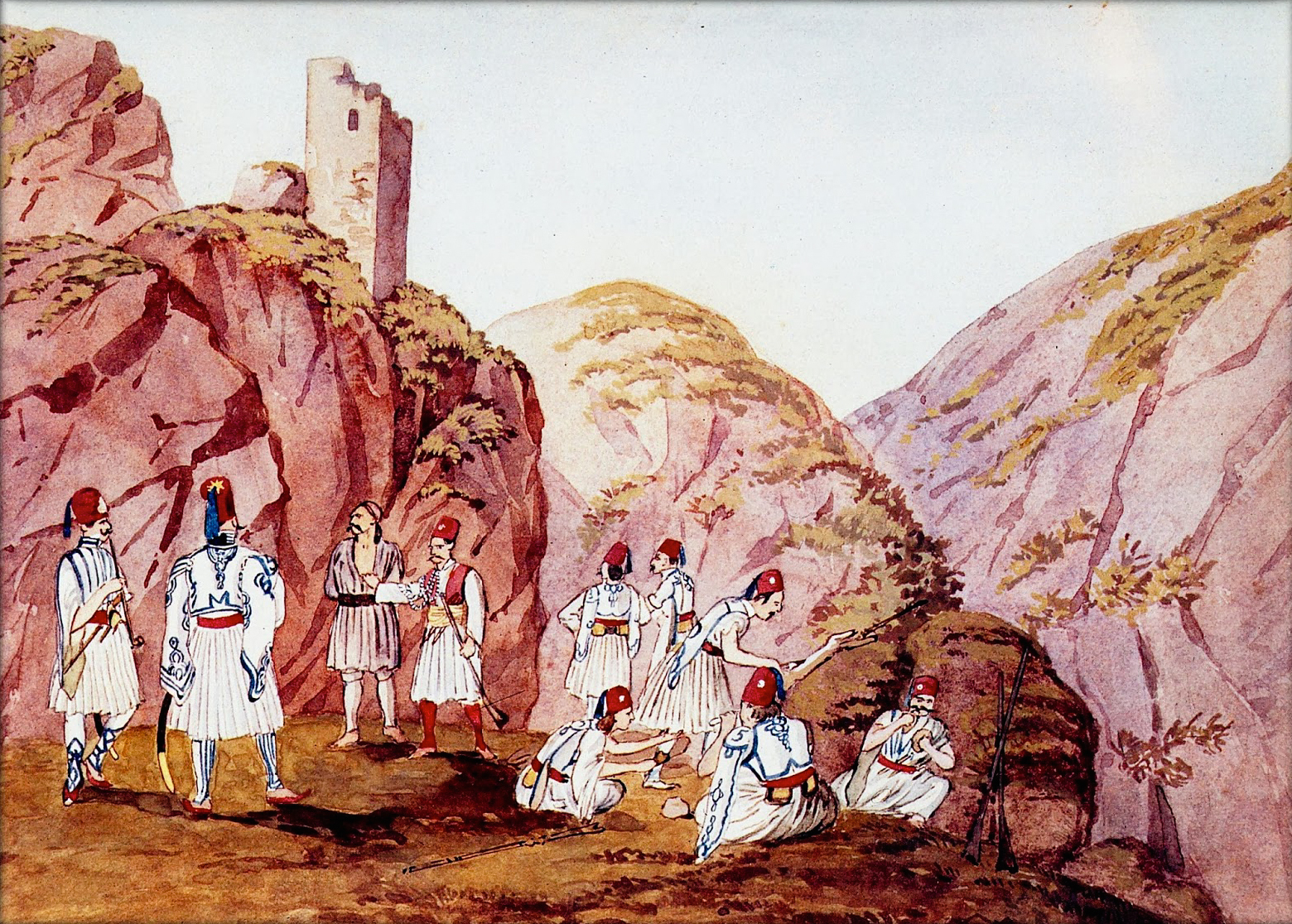
Гірська гвардія, 1830-і
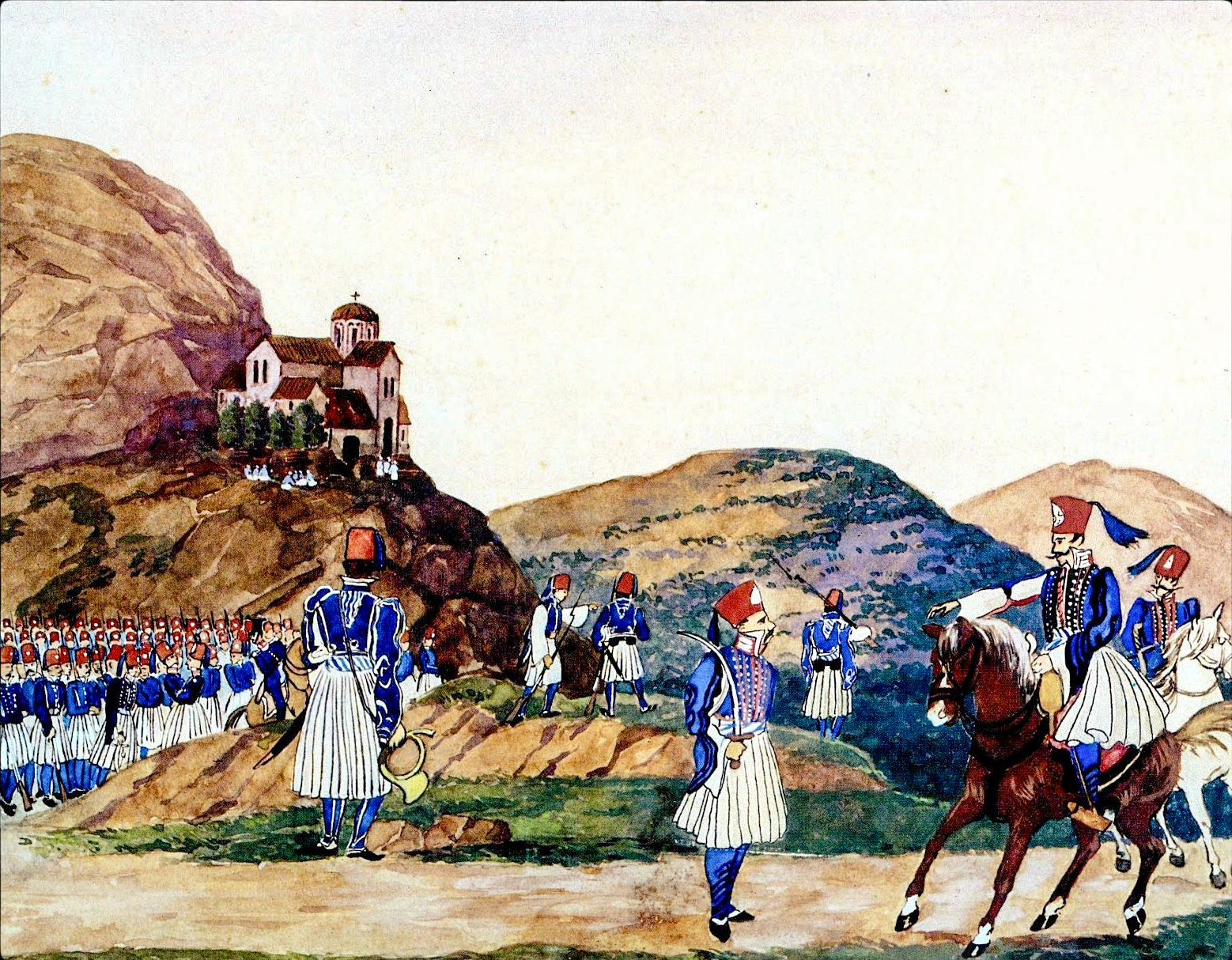
Румельська легка піхота, 1838
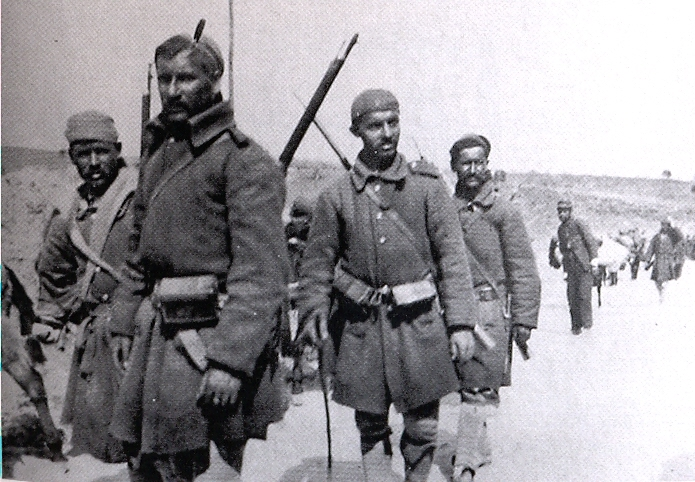
Під час Балканських воєн
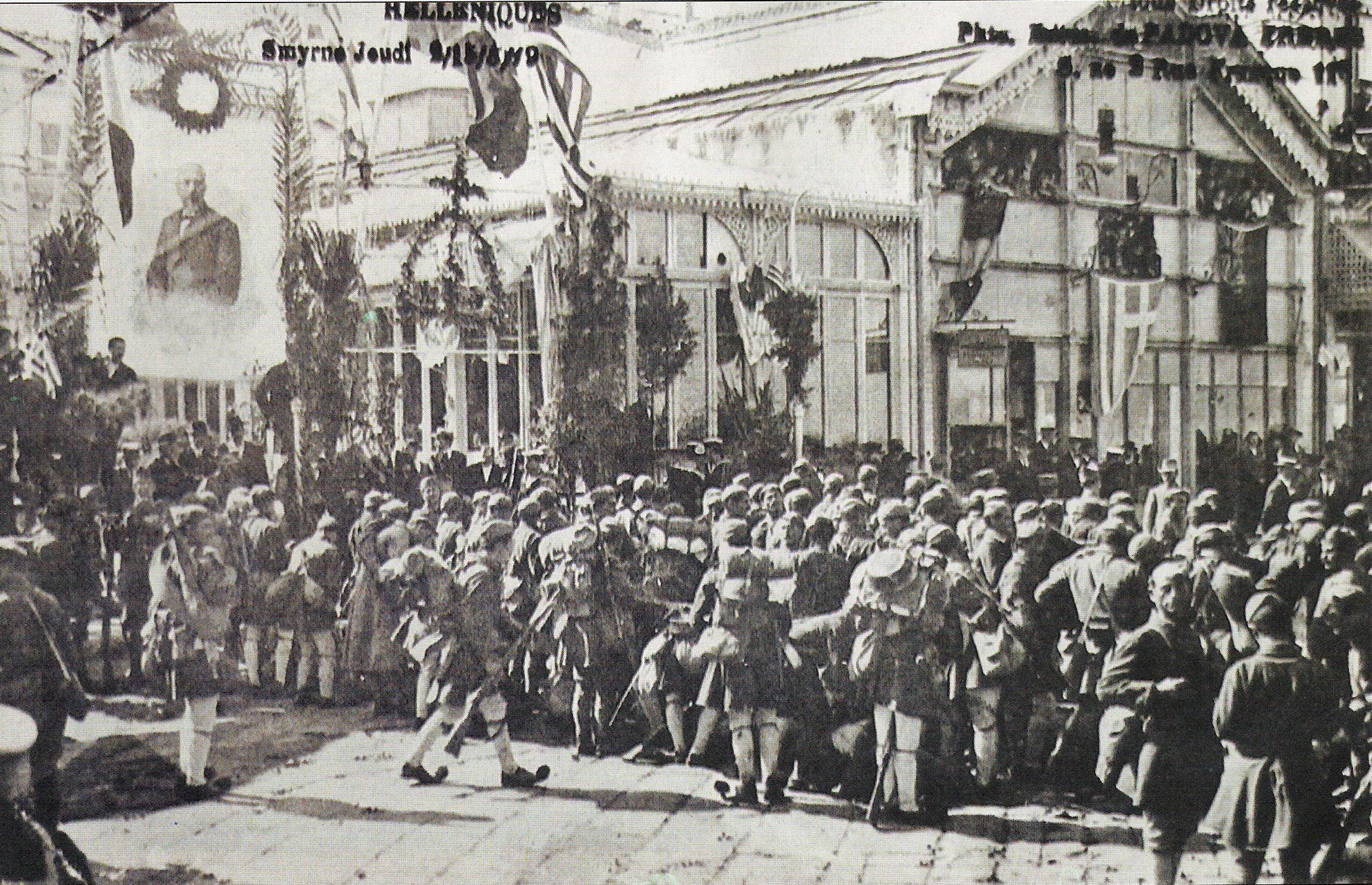
Висадка у Смірні, травень 1919
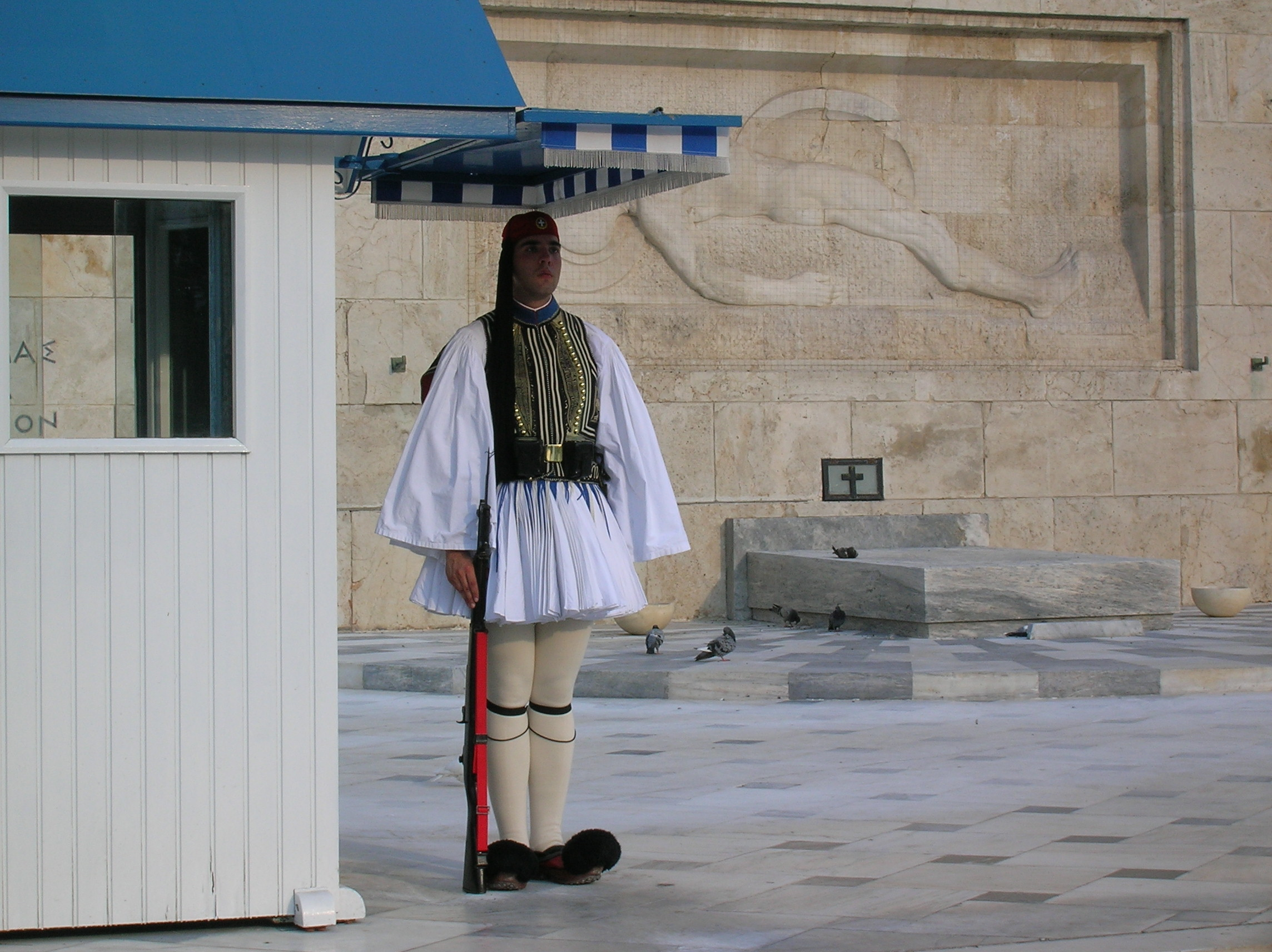
Під Парламентом
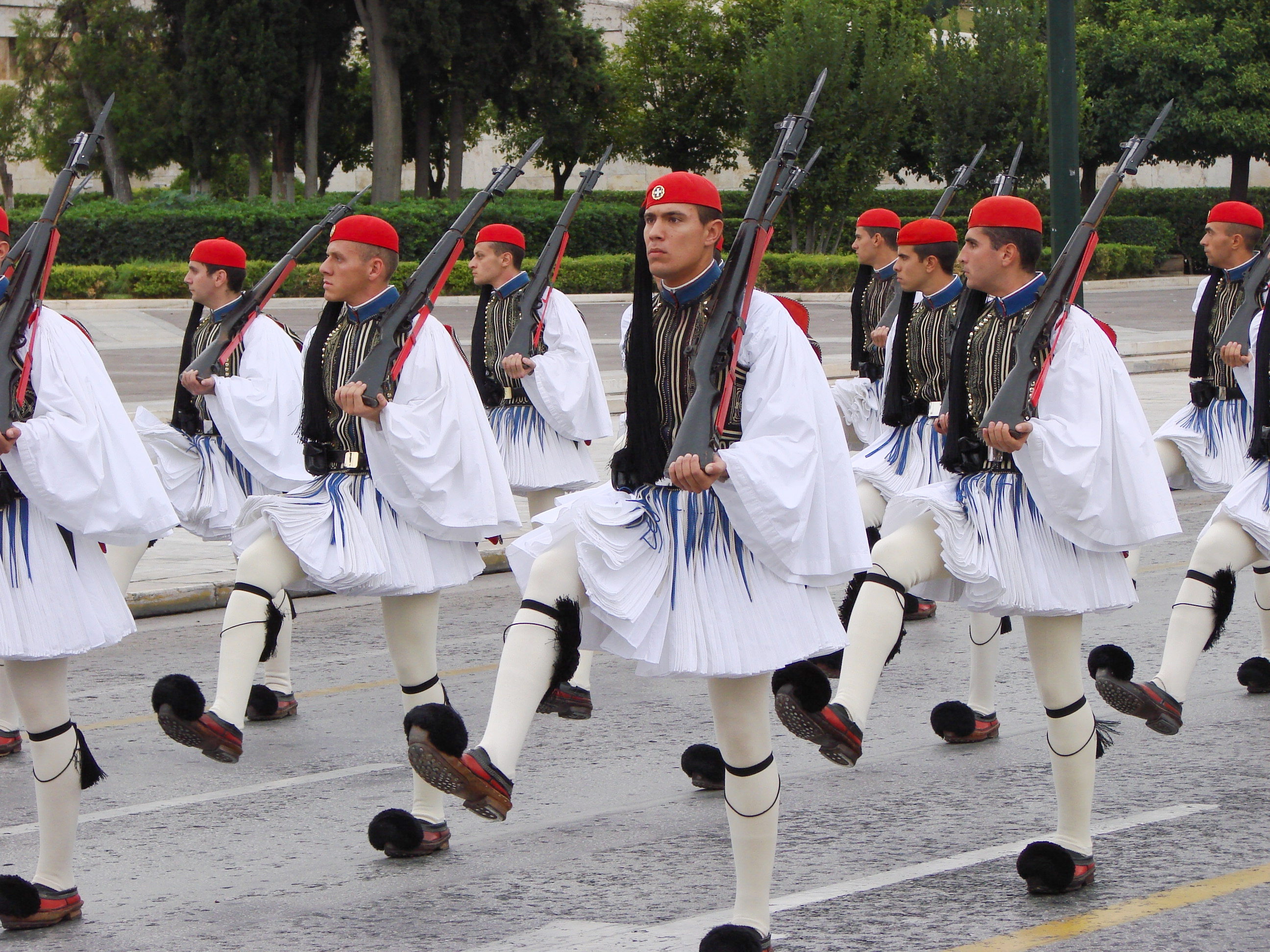
Зміна варти
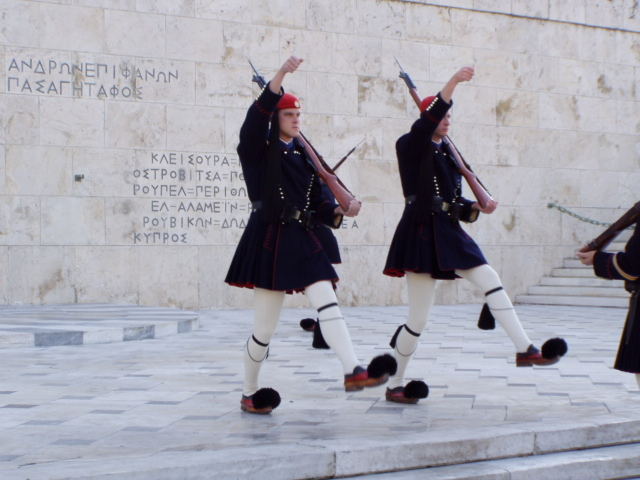
Зимова щоденна уніформа
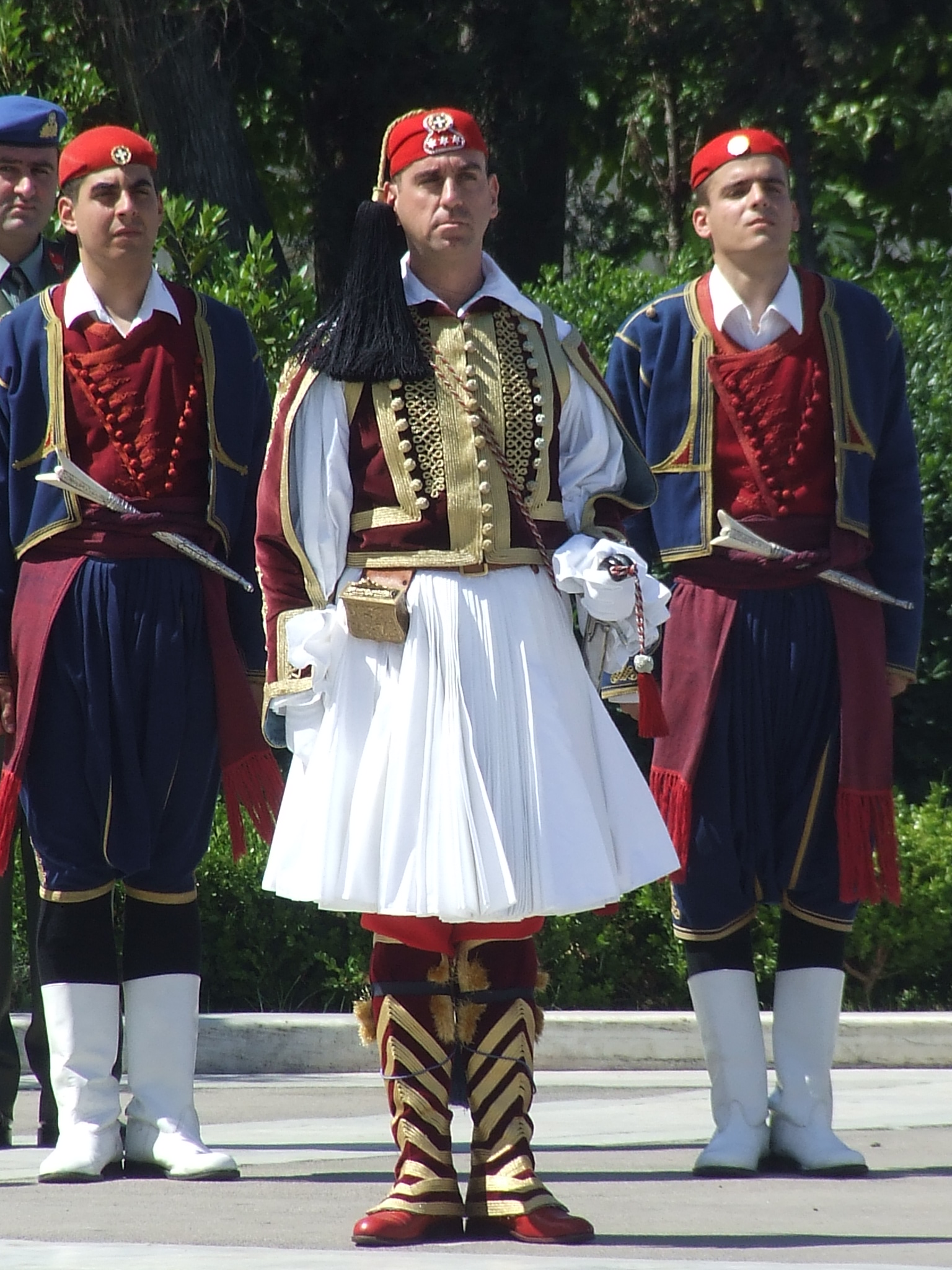
Уніформа
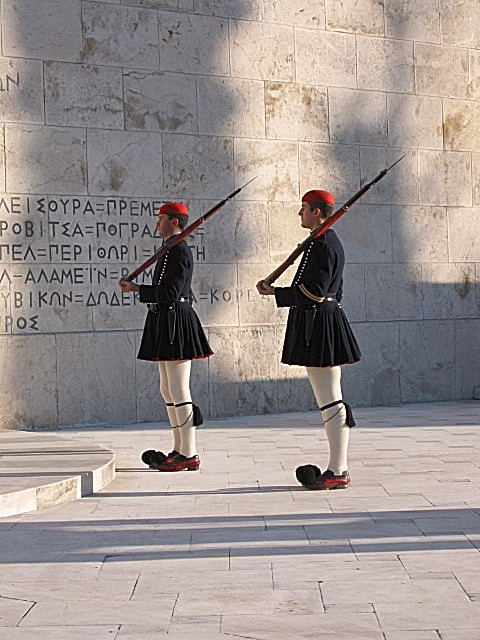
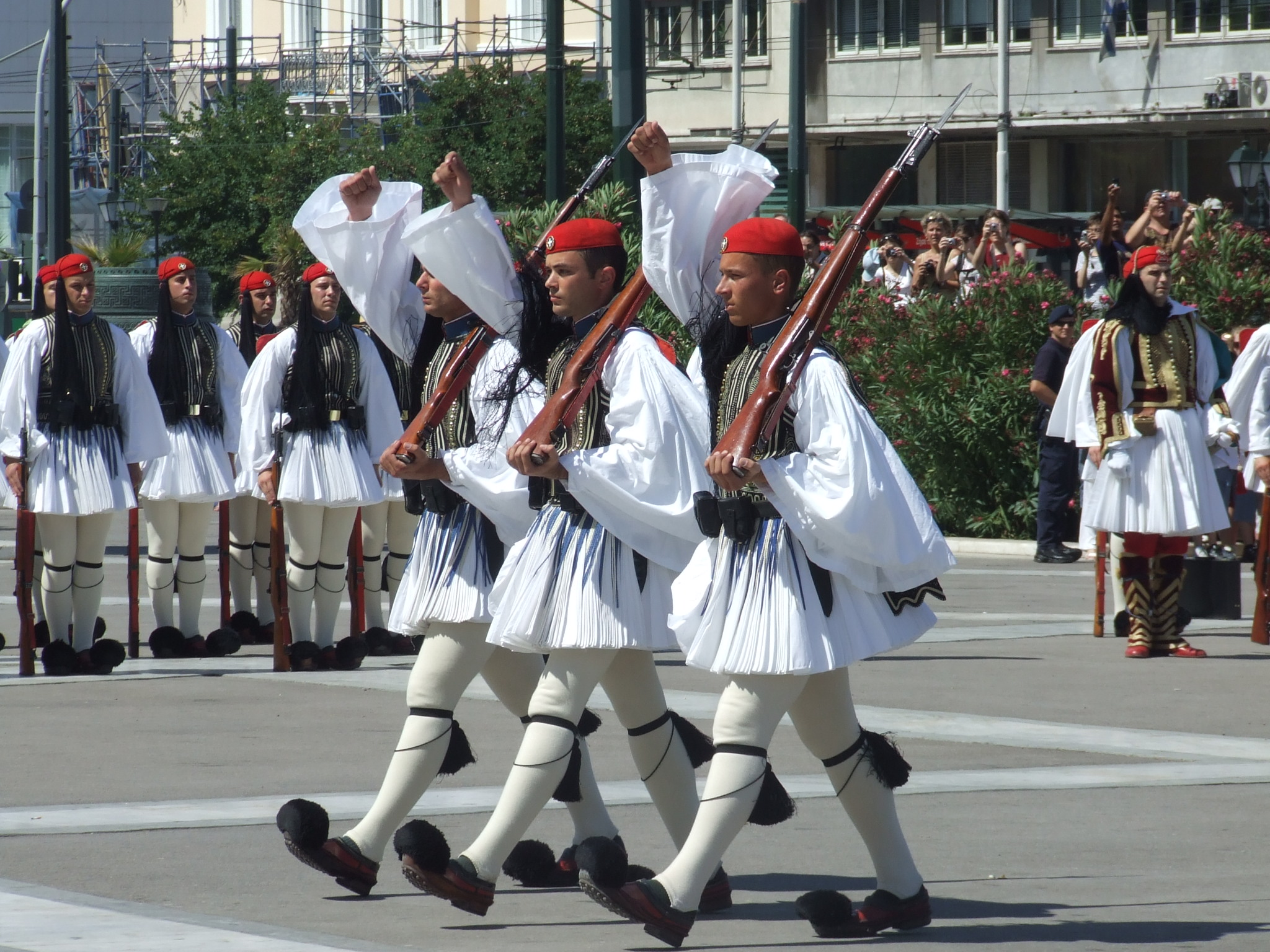
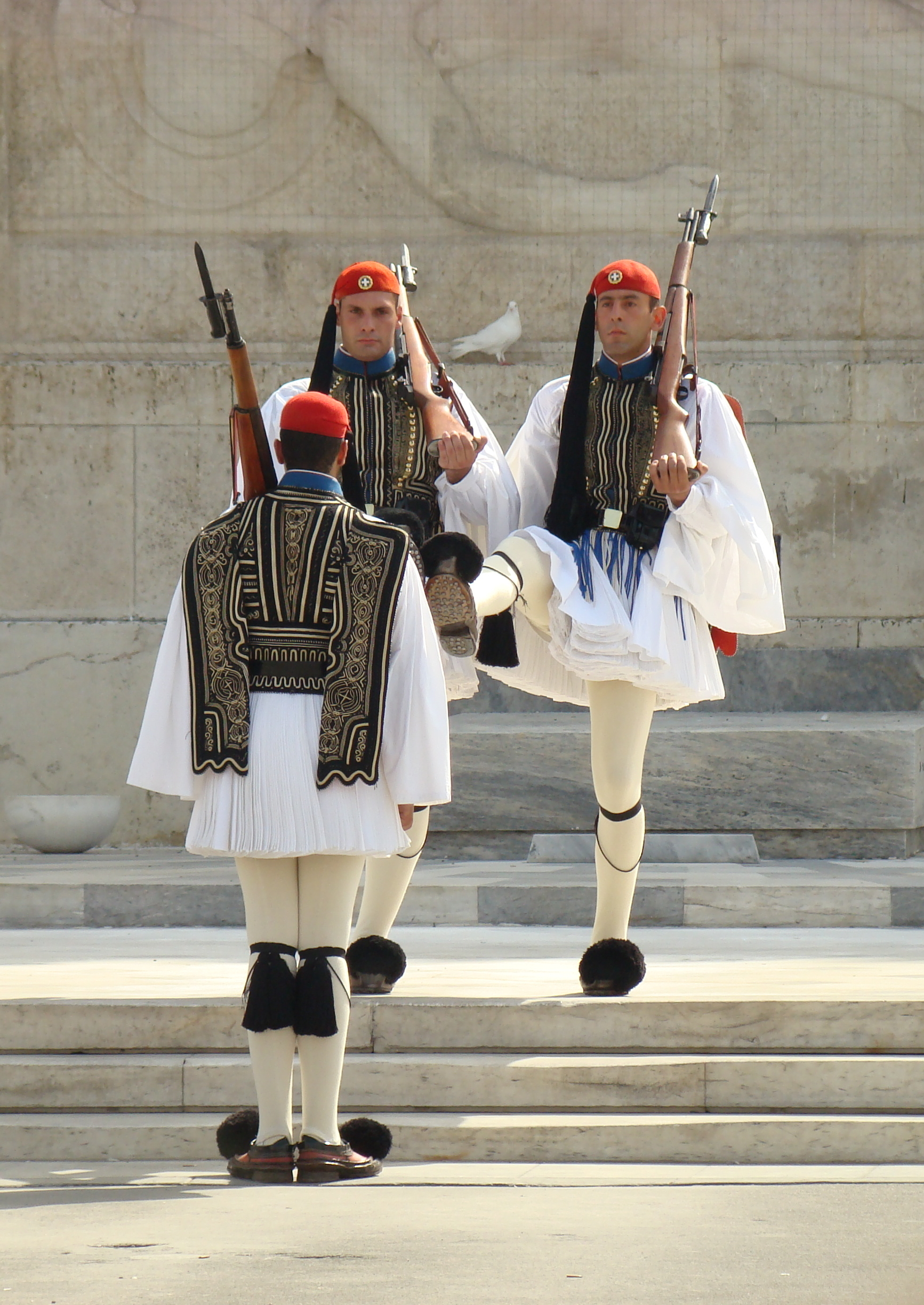
Біля могили невідомого солдата